# Marion County (Ohio)
Marion County ist ein County im Bundesstaat Ohio der Vereinigten Staaten. Der Verwaltungssitz (County Seat) ist Marion.

## Geographie
Das County liegt etwas nordwestlich des geographischen Zentrums von Ohio und hat eine Fläche von 1047 Quadratkilometern, wovon ein Quadratkilometer Wasserfläche ist. Es grenzt im Uhrzeigersinn an folgende Countys: Crawford County, Morrow County, Delaware County, Union County, Hardin County und Wyandot County.

## Geschichte
Marion County wurde am 12. Februar 1820 aus Teilen des Delaware County gebildet. Benannt wurde es nach Francis Marion, einem Oberstleutnant und späteren Brigadegeneral der South Carolina-Miliz im Amerikanischen Unabhängigkeitskrieg.
Im County liegt eine National Historic Landmark, das Warren G. Harding Home, die Residenz des früheren Präsidenten Warren G. Harding. 15 Bauwerke und Stätten des Countys sind im National Register of Historic Places eingetragen (Stand 11. Mai 2018).

## Demografische Daten

Alterspyramide des Marion County

Nach der Volkszählung im Jahr 2000 lebten im Marion County 66.217 Menschen in 24.578 Haushalten und 17.253 Familien. Die Bevölkerungsdichte betrug 63 Einwohner pro Quadratkilometer. Ethnisch betrachtet setzte sich die Bevölkerung zusammen aus 92,10 Prozent Weißen, 5,75 Prozent Afroamerikanern, 0,19 Prozent amerikanischen Ureinwohnern, 0,52 Prozent Asiaten, 0,01 Prozent Bewohnern aus dem pazifischen Inselraum und 0,49 Prozent aus anderen ethnischen Gruppen; 0,95 Prozent stammten von zwei oder mehr Ethnien ab. 1,09 Prozent der Bevölkerung waren spanischer oder lateinamerikanischer Abstammung.
Von den 24.578 Haushalten hatten 32,3 Prozent Kinder und Jugendliche unter 18 Jahre, die bei ihnen lebten. 54,5 Prozent waren verheiratete, zusammenlebende Paare, 11,4 Prozent waren allein erziehende Mütter, 29,8 Prozent waren keine Familien, 25,1 Prozent waren Singlehaushalte und in 10,9 Prozent lebten Menschen im Alter von 65 Jahren oder darüber. Die Durchschnittshaushaltsgröße betrug 2,50 und die durchschnittliche Familiengröße lag bei 2,98 Personen.
Auf das gesamte County bezogen setzte sich die Bevölkerung zusammen aus 24,5 Prozent Einwohnern unter 18 Jahren, 8,3 Prozent zwischen 18 und 24 Jahren, 30,3 Prozent zwischen 25 und 44 Jahren, 23,5 Prozent zwischen 45 und 64 Jahren und 13,4 Prozent waren 65 Jahre alt oder darüber. Das Durchschnittsalter betrug 37 Jahre. Auf 100 weibliche Personen kamen 106,9 männliche Personen. Auf 100 Frauen im Alter von 18 Jahren oder darüber kamen statistisch 107,1 Männer.
Das jährliche Durchschnittseinkommen eines Haushalts betrug 38.709 USD, das Durchschnittseinkommen der Familien betrug 45.297 USD. Männer hatten ein Durchschnittseinkommen von 33.179 USD, Frauen 23.586 USD. Das Prokopfeinkommen betrug 18.255 USD. 7,4 Prozent der Familien und 9,7 Prozent der Bevölkerung lebten unterhalb der Armutsgrenze. Davon waren 13,6 Prozent Kinder oder Jugendliche unter 18 Jahre und 5,5 Prozent waren Menschen über 65 Jahre.